# Sagar Cantonment
Sagar Cantonment is een kantonnement in het district Sagar van de Indiase staat Madhya Pradesh. 

## Demografie
Volgens de Indiase volkstelling van 2001 wonen er 35.872 mensen in Sagar Cantonment, waarvan 52% mannelijk en 48% vrouwelijk is. De plaats heeft een alfabetiseringsgraad van 72%. 